# 467
Évszázadok: 4. század – 5. század – 6. század
Évtizedek: 410-es évek – 420-as évek – 430-as évek – 440-es évek – 450-es évek – 460-as évek – 470-es évek – 480-as évek – 490-es évek – 500-as évek – 510-es évek
Évek: 462 – 463 – 464 – 465 –  466 – 467 – 468 – 469 – 470 – 471 – 472

## Események

### Nyugat- és Keletrómai Birodalom
- Flavius Pusaeust és Flavius Ioannest választják consulnak.
- Az év elején Dengizich hun vezér (Attila fia) átkel a befagyott Dunán és Trákiáig fosztogatja a tartományokat, de a keletrómai erők végül kiűzik a birodalomból.
- Az észak-afrikai vandálok hajóikkal a Balkán és a Peloponnészosz partvidékét fosztogatják.
- I. Leo keletrómai császár elküldi jelöltjét, Anthemiust a nyugatrómai trónra. Anthemiust Dalmácia Konstantinápolyhoz átállt kormányzója, Marcellinus kíséri erős sereggel. Ricimer, a nyugatrómai kormányzat "erős embere" elfogadja az új császárt és feleségül veszi Anthemius lányát, Alypiát.
- Anthemius és Marcellinus flottát szerel fel a vandálok ellen, de a rossz időjárás ebben az évben megakadályozza a hadműveleteket.

### India
- Meghal Szkandagupta, a Gupta Birodalom feje. Utóda féltestvére, Purugupta.

## Születések
- II. Leo, keletrómai császár
- Vej Hsziaoven-ti, a kínai Északi Vej dinasztia császára

## Halálozások
- Szkandagupta, a Gupta Birodalom királya

## Fordítás
- Ez a szócikk részben vagy egészben  a(z)   467 című francia Wikipédia-szócikk ezen változatának fordításán alapul.  Az eredeti cikk szerkesztőit annak laptörténete sorolja fel. Ez a jelzés csupán a megfogalmazás eredetét és a szerzői jogokat jelzi, nem szolgál a cikkben szereplő információk forrásmegjelöléseként.